# أرنولد سيمبسون
أرنولد سيمبسون (بالإنجليزية: Arnold Simpson)‏ هو محامي وسياسي أمريكي، ولد في 26 أبريل 1952. حزبياً، نشط في الحزب الديمقراطي.

## وصلات خارجية
- الموقع الرسمي